# Bill Tobin
Pour les articles homonymes, voir Tobin.
William J. "Bill" Tobin (né le 20 mai 1895 à Ottawa au Canada - mort le 8 mai 1963) est un joueur, entraîneur et dirigeant canadien de hockey sur glace qui évoluait au poste de gardien de but.

## Biographie
Après une courte carrière de joueur professionnel où il joue cinq matchs avec les Eskimos d'Edmonton dans la WCHL, Tobin devient entraîneur des Black Hawks de Chicago en remplacement de Tom Shaughnessy au milieu de la saison 1929-1930. Il revient ensuite à la tête de l'équipe pour la saison 1931-1932, ces deux saisons se soldant par une défaite en quart de finale de la Coupe Stanley, tout d'abord contre les Canadiens de Montréal puis contre les Maple Leafs de Toronto.
En 1942, il prend la succession de Frederic McLaughlin et devient le deuxième directeur général de la franchise, poste qu'il occupe jusqu'en juillet 1954 où il est remplacé par Tommy Ivan.

## Statistiques

### Joueur
| Saison      | Équipe             | Ligue       |   | PJ | V | D | Pr/N | Min | BC   | Moy | % Arr | Bl | Pun |
| 1922-1923   | Eskimos d'Edmonton | WCHL        | 1 | 1  | 0 | 0 | 60   | 1   | 1,00 |     | 0     | 0  |     |
| 1923-1924   | Eskimos d'Edmonton | WCHL        | 1 | 0  | 1 | 0 | 60   | 4   | 4,00 |     | 0     | 0  |     |
| 1924-1925   | Eskimos d'Edmonton | WCHL        | 3 | 2  | 1 | 0 | 180  | 12  | 4,00 |     | 0     | 0  |     |
| Totaux WCHL | Totaux WCHL        | Totaux WCHL | 5 | 3  | 2 | 0 | 300  | 15  | 3,40 |     | 0     | 0  |     |

### Entraîneur
| Saison     | Équipe                 | Ligue      |    | PJ | V  | D  | N      | % V             |  | Séries éliminatoires |
| 1929-1930  | Black Hawks de Chicago | LNH        | 23 | 11 | 10 | 2  | 52,2 % | Quart de finale |  |                      |
| 1931-1932  | Black Hawks de Chicago | LNH        | 48 | 18 | 19 | 11 | 49,0   | Quart de finale |  |                      |
| Totaux LNH | Totaux LNH             | Totaux LNH | 71 | 29 | 29 | 13 | 50,0 % | -               |  |                      |